# Sheybānjū
Sheybānjū (persiska: شيپانِجو, شيپانجو, شيپانَجاو, شیبانجو, Shīpānejū) är en ort i Iran.   Den ligger i provinsen Kurdistan, i den nordvästra delen av landet, 500 km väster om huvudstaden Teheran. Sheybānjū ligger 1 579 meter över havet och antalet invånare är 186.
Terrängen runt Sheybānjū är huvudsakligen kuperad. Sheybānjū ligger nere i en dal. Runt Sheybānjū är det ganska glesbefolkat, med 50 invånare per kvadratkilometer. Närmaste större samhälle är Bīān Darreh, 9,2 km väster om Sheybānjū. Trakten runt Sheybānjū består i huvudsak av gräsmarker.